# Akce u Arzenálu

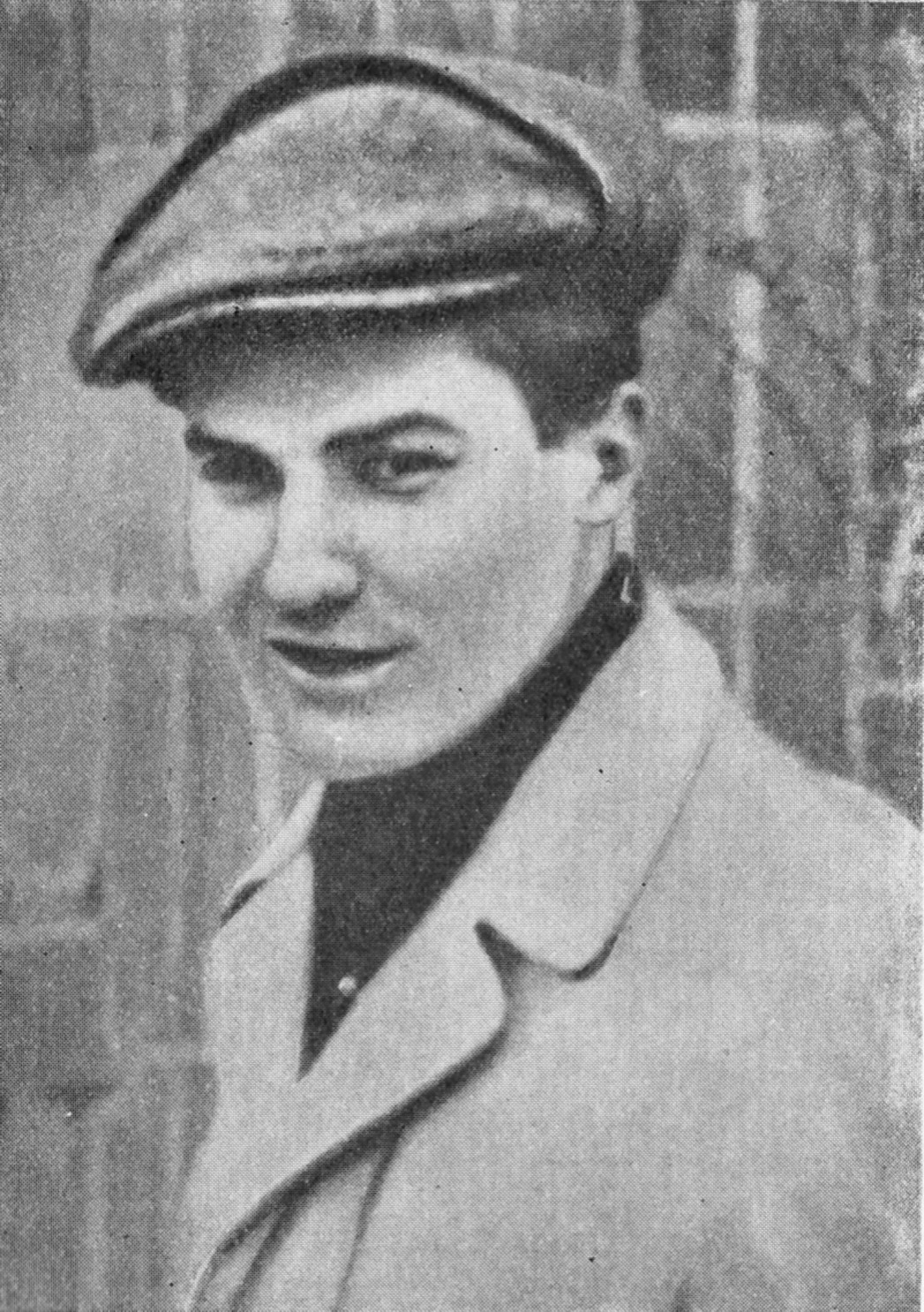
Tadeusz Zawadzki („Zośka“, 1921–1943), velitel útočné skupiny

Akce u Arzenálu (pl.: Akcja pod Arsenałem, kódové jméno Meksyk II) je označení legendární akce polské harcerské odbojové organizace Szare Szeregi, k níž došlo 26. března 1943. Skupina 28 skautů vedených Stanisławem Broniewským a Tadeuszem Zawadzkim před varšavským Arzenálem zaútočila na vůz, který převážel vězně z úřadovny gestapa do nechvalně známého Pawiaku.
Při akci bylo osvobozeno přes 20 vězňů, včetně harcera ze skupiny Szare Szeregi Jana Bytnara, kvůli kterému byla zorganizována. Ten však zemřel 30. března na následky smrtelných zranění, která utrpěl při výslechu. Zároveň byl neplánovaně osvobozen jiný významný člen organizace, Henryk Ostrowski.
Během akce byli těžce raněni Tadeusz Krzyżewicz a Aleksy Dawidowski (oba na následky zranění zemřeli) a zajat Hubert Lenk (zastřelen 7. května). Gestapo v odvetě v Pawiaku povraždilo 140 vězňů. Konce války se dožilo pouze 11 účastníků akce.
Na motivy události natočil režisér Jan Łomnicki v roce 1977 film Akcja pod Arsenałem.

## Účastníci akce
- Stanisław Broniewski („Orsza“) – velitel a hlavní plánovač akce

### Útočná skupina
- Tadeusz Zawadzki („Zośka“) – velitel skupiny
- Jan Rodowicz („Anoda“)
- Tadeusz Chojko („Bolec“)
- Henryk Kupis („Heniek“)
- Stanisław Pomykalski („Stasiek“)
- Sławomir Bittner („Maciek“)
- Eugeniusz Koecher („Kołczan“)
- Wiesław Krajewski („Sem“)
- Jerzy Gawin („Słoń“)
- Tadeusz Krzyżewicz („Buzdygan“) – těžce raněn, zemřel 2. dubna
- Tadeusz Szajnoch („Cielak“)

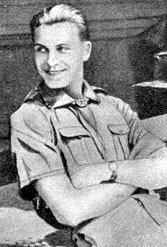
Maciej Aleksy Dawidowski („Alek“, 1920–1943), velitel granátnického oddílu. Smrtelným zraněním z akce podlehl 30. března.

- Aleksy Dawidowski („Alek“) – těžce raněn, zemřel 30. března
- Hubert Lenk („Hubert“) – zajat, zastřelen 7. května
- Jerzy Zapadko („Mirski“)

### Zabezpečovací skupina
- Władysław Cieplak („Giewont“) – velitel skupiny
- Konrad Okolski („Kuba“)
- Witold Bartnicki („Kadłubek“)
- Andrzej Wolski („Jur“)
- Józef Saski („Katoda“)
- Stanisław Jastrzębski („Kopeć“)
- Żelisław Olech („Rawicz“)
- Tytus Trzciński („Tytus“)
- Feliks Pendelski („Felek“)
- Józef Pleszczyński („Ziutek“)
- Jerzy Tabor („Pająk“)
- Kazimierz Łodziński („Kapsiut“)
- Jerzy Zborowski („Jeremi“)
- Jerzy Pepłowski („Jurek TK“)

## Odkazy

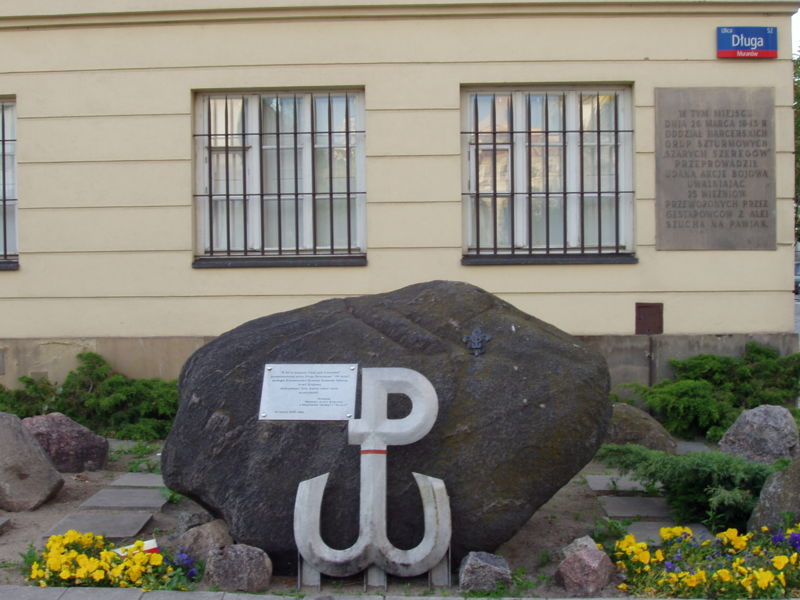
Památník zbudovaný u varšavského Arzenálu